# Cucina ruandese

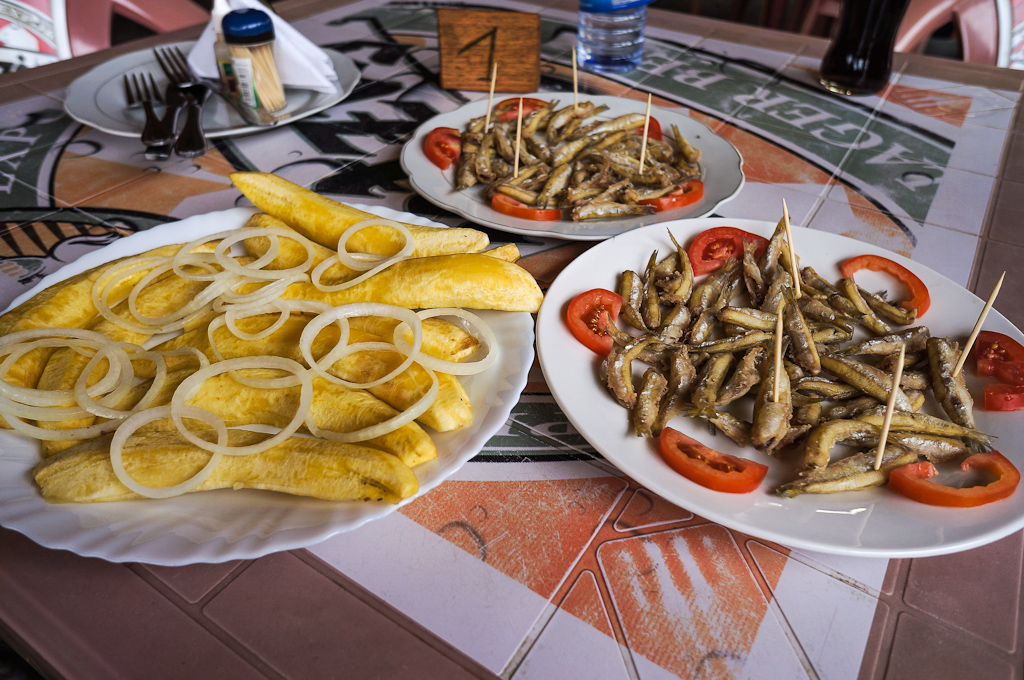
Pesce (sambaza) con platani

La cucina ruandese comprende le abitudini culinarie del Ruanda. Essa si basa su alimenti locali prodotti dalla tradizionale agricoltura di sussistenza che storicamente varia a seconda delle regioni.

## Caratteristiche principali
La dieta ruandese si basa sul consumo di banane, platani, legumi, patate dolci, fagioli e manioca (cassava). Storicamente i twa e gli hutu si sono sempre dedicati alla caccia e all'allevamento, di conseguenza la loro dieta risultava ricca di verdure e carente di proteine animali, mentre i tutsi, essendo tradizionalmente pastori, consumavano una maggiore quantità di latte e latticini. In seguito il consumo di carne è aumentato, e nelle regioni lacustri il pesce è ampiamente disponibile, in particolare la tilapia. Inoltre, durante le dominazioni tedesca e belga furono introdotte le patate, che presto vennero coltivate nelle città come Gitarama e Butare.

## Piatti principali

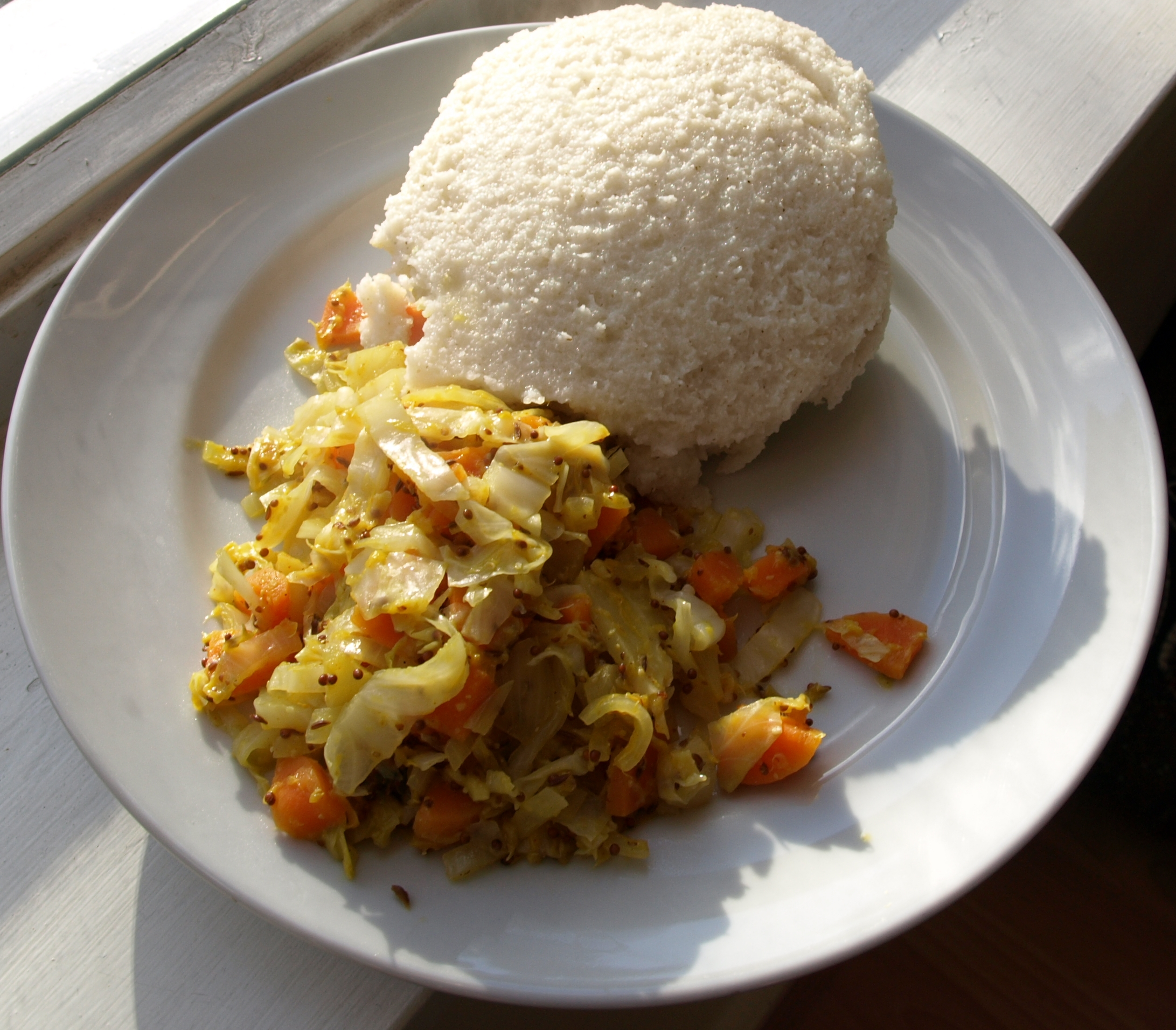
Ugali con cavolo

Tra i piatti nazionali del paese si citano l'ugali (o bugali), una sorta di porridge a base di mais e acqua che viene consumato in tutta l'Africa subsahariana, il matoke, fatto con banane cotte al forno o stufate, l'isombe, fatto con foglie di manioca e servito con carne o pesce, e l'ibihaza, a base di zucche non sbucciate e tagliate a pezzi, che vengono mescolate con fagioli e lessate. Vi sono anche dei porridge ottenuti dall'unione di acqua bollente e farina di arachidi (ikinyiga) o di miglio (umutsima w’uburo).
In Ruanda sono diffuse alcune pietanze indiane come il chapati o i samosa. Nella capitale Kigali sono presenti ristoranti che offrono svariate cucine straniere, come quella indiana, cinese, italiana e africana in generale. Fuori dalla capitale i piatti sono più semplici e includono solitamente pollo, pesce, capra o bistecca accompagnata da patate fritte.
Una delle bevande più popolari nel paese è il latte. Sono presenti anche succhi di frutta, soda, vino e birra. Nelle aree rurali è possibile trovare una birra di banana mischiata con farina di sorgo chiamata urwagwa.
La birra, generalmente bevuta da soli uomini, è presente in occasione delle feste. Tra le altre bevande alcoliche si citano l'ikigage, una bevanda a base di sorgo che si ritiene abbia proprietà medicinali, e l'ubuki, una bevanda con gradazione alcolica del 12% che viene ottenuta dalla fermentazione del miele.